# Ernesto Agazzi
Ernesto Agazzi Sarasola (Canelones, 1942) és un agrònom i polític uruguaià, actual senador de la República, pertanyent al Moviment de Participació Popular (MPP), Front Ampli.

## Activitats públiques i privades
Militant del MLN Tupamaros, Agazzi va ser empresonat fins al 1978 al departament de Paysandú. En ser alliberat, es va retirar en qualitat d'exiliat polític a França, on va poder continuar els seus estudis per poder graduar-se d'enginyer agrònom. Finalment, amb la reestructuració democràtica del país, Agazzi va decidir tornar a l'Uruguai el 1984.
Va excercir la docència a la Facultat d'Agronomia, de la Universitat de la República i a més va ser membre del Consell Directiu Central de l'esmentada universitat.
El 15 de febrer de 2000, Agazzi va assumir com a diputat pel departament de Canelones pel MPP, llista 609, liderada per José Mujica, del Front Ampli. Cinc anys després, va assumir com a senador de la República pel mateix sector polític, càrrec que va haver d'abandonar l'1 de març del 2005, quan el llavors president Tabaré Vázquez el va nomenar sotsecretari de Ramaderia al costat del ministre i company de fórmula José Mujica.
L'11 de febrer de 2008, el president Vázquez va comunicar el canvi de Mujica al Ministeri, pel seu secretari, Agazzi.
El 3 de març del 2008 Ernesto Agazzi va assumir la titularitat del Ministeri de Ramaderia, càrrec que va abandonar el 5 d'octubre de 2009 per a dedicar-se plenament a la campanya política. El Ministeri va passar a mans d'Andrés Berterreche.